# 南嘴炮台
南嘴炮台，位于山东省威海市环翠区刘公岛，为全国重点文物保护单位“刘公岛甲午战争纪念地”之一。现隶属中国甲午战争博物馆。

## 简介
1894年清朝海军大阅，李鸿章于农历四月十五日抵达威海，十七日调集北洋海军兵舰校阅。当时有日本军舰来“参观”，赞誉北洋海军“节制精严”。农历四月二十五日，李鸿章在上奏的《校阅海军事竣折》中称，总兵张文宣于刘公岛南咀（今称南嘴）填筑炮台一座，在刘公岛山顶上修筑一道长约10里的护墙，南咀筑土墙一道，黄岛填筑一座地阱炮。同年农历六月二十三日丰岛海战爆发后，张文宣于农历十月初八日呈文李鸿章，表示高场营炮台七月内大工已竣、大顶子炮台正在赶造台基。
1988年南嘴炮台作为“刘公岛甲午战争纪念地”之一被公布为全国重点文物保护单位。